# Língua inuctitute
As línguas inuctitutes (ᐃᓄᒃᑎᑐᑦ, transl Inūktitűt), lit. "como os inuítes", são as variedades da língua inuíte falada no Canadá, em todas as áreas ao norte da Linha das Árvores, incluindo parte das províncias de Terra Nova e Labrador, Quebec, no nordeste de Manitoba e o território de Nunavut, os Territórios do Noroeste, e, tradicionalmente, na costa ao Oceano Ártico de Yukon. Pertence à família esquimo-aleutiana de línguas.
É reconhecida como linguagem oficial em Nunavut e nos Territórios do Noroeste. Também tem reconhecimento legal em Nunavik — parte de Quebec, e é reconhecida na Carta da Língua Francesa como língua oficial de instrução para os distritos escolares inuítes de lá. Também tem certo reconhecimento em Nunatsiavut — a área inuit de Labrador — seguindo a ratificação do seu contentamento com o governo federal canadense e a província de Terra Nova e Labrador. O censo canadense estima que há aproximadamente 30 mil faladores de inuctitute no Canadá, incluindo aproximadamente 200 que vivem regularmente fora das terras tradicionalmente inuítes.

## Dialetos e variantes

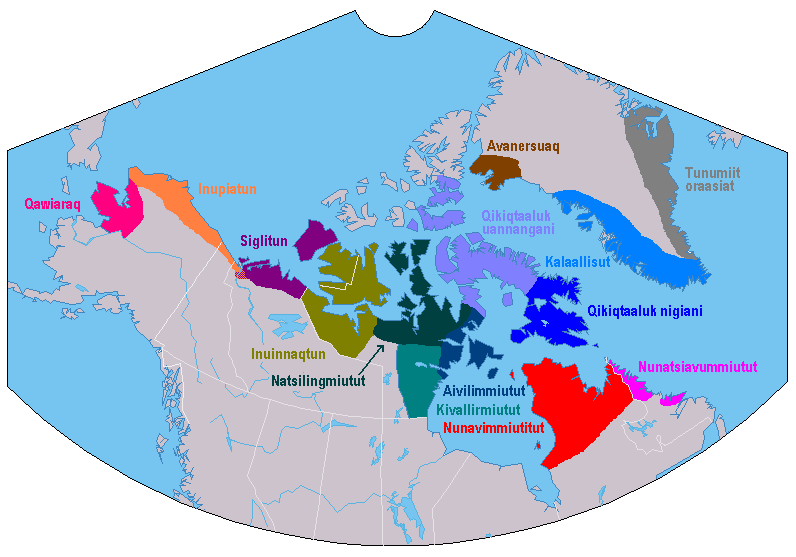
Distribuição das variantes da língua inuit ao longo do Ártico

### Territórios do Noroeste e Yukon
Inuítes nos Territórios do Noroeste do Canadá se chamam de Inuvialuit e vivem principalmente na região de estabelecimento de Inuvialuit, consistindo na parte setentrional do delta do rio Mackenzie, a costa ártica dos Territórios do Noroeste e Yukon, a Ilha Banks, uma parte da Ilha Victoria e algumas mais remotas e irregularmente habitadas ilhas do Oceano Ártico. As variantes da língua inuit dos Territórios do Noroeste são geralmente generalizados como inuvialuktun, mas essa categorização é errônea. A população inuvialuit engloba três dialetos distintos:
- Kangiryuarmiutun: falado principalmente na comunidade de Ulukhaktok. Esse dialeto é essencialmente idêntico ao Inuinnaqtun falado no oeste de Nunavut.
- Siglitun: falado principalmente nas comunidades de Paulatuk, Sachs Harbour e Tuktoyaktuk. Siglitun já foi o dialeto principal do delta do rio Mackenzie e partes próximas das ilhas costais e do Oceano Ártico, mas o número de faladores caiu dramaticamente devido à eclosão de novas doenças no século XIX e, por muitos anos, acreditava-se que Siglitun estava completamente extinto. Foi só na década de 1980 que os estrangeiros perceberam que essa língua ainda era falada.[4]
- Uummarmiutun: falado principalmente nas comunidades de Inuvik e Aklavik. Esse dialeto é essencialmente o mesmo que o Inupiatun alascano, e está presente no Canadá devido à emigração do Alasca na década de 1910, reocupando terras tradicionalmente Siglit abandonadas durante as devastadoras eclosões de doenças do século anterior.[5]

Os dialetos inuvialuktun estão em sério perigo,devido a que o inglês vem se tornando, nos últimos anos, a língua comum da comunidade. Pesquisas sobre o uso de inuctitute nos Territórios do Noroeste variam, mas todos concordam que o uso não é vigoroso. De acordo com o Inuvialuit Cultural Resource Centre, somente cerca de 10% dos mais ou menos 4 000 Inuvialuits falam alguma forma de inuctitute, e somente cerca de 4% o usam em casa.  O censo de 2001 do Statistics Canada é somente um pouco melhor, revelando 765 faladores de inuctitute auto-identificados de uma população Inuvialuit de 3 905. Considerando o grande número de não-inuítes vivendo em áreas Inuvialuit e a falta de um único dialeto comum entre o já reduzido número de faladores, o futuro da língua inuctitute nos Territórios do Noroeste parece desanimador.

### Nunavut
Nunavut engloba a geograficamente maior parte do mundo inuit (sem contar o inabitável escudo de gelo da Groenlândia), e inclui grandes áreas de terra firme e numerosas ilhas divididas por rios, estreitos, a baía Hudson e áreas do oceano que congelam só por uma parte do ano. Conseqüentemente, não é surpreendente que contenha uma grande diversidade dialetal interna.
A lei básica de Nunavut lista quatro línguas oficiais: inglês, francês, inuctitute e inuinnaqtun, mas a que grau o inuctitute e o inuinnaqtun podem ser considerados línguas independentes é ambíguo à política do estado. A palavra inuctitute é geralmente usada para descrever ambos.
A situação demográfica do inuctitute é bastante forte em Nunavut. Nunavut é o lar de cerca de 24 000 inuítes, dos quais a maioria - mais de 80%, de acordo com o censo de 2001 - fala inuctitute, incluindo cerca de 3 500 pessoas registradas como monolíngues. Os dados do censo de 2001 mostram que o uso do inuctitute, enquanto mais baixo entre os jovens que entre os mais velhos, tem parado de declinar no Canadá como um todo e pode ainda estar aumentando em Nunavut.
- Inuinnaqtun é uma variante da língua inuíte falada na parte ocidental da região de Kitikmeot de Nunavut, e em Ulukhaktok nos Territórios do Noroeste. Embora haja várias características que a distinguam como uma variante do inuctitute, a mais imediatamente notável é a falta de uma tradição local de uso do silabário inuctitute. O governo de Nunavut considera o inuinnaqtun uma linguagem oficial do território, mais muitos o consideram simplesmente um esquema de escrita com alfabeto latino para o inuctitute padrão. Contudo, o esquema de escrita com alfabeto latino usado no inuinnaqtun usa as letras de uma maneira que o distingue dos dialetos ocidentais de Nunavut.
- Natsilingmiutut designa variantes faladas na parte oriental de Kitikmeot, chamadas de Natsilik. No dialeto Natsilik, é chamado de Nattilingmiutut. Algumas pessoas vêem o dialeto Utkuhiksalingmiutut, falado hoje principalmente em Gjoa Haven, mas tradicionalmente falado na área de Franklin Lake e Chantrey Inlet, como um dialeto separado.
- O dialeto Kivallirmiutut é falado na região de Kivalliq até a borda de Manitoba.
- Aivilimmiutut é falado na área tradicionalmente conhecida como Aivilik: Ilha Southampton e Repulse Bay em Kivalliq, e parte da Península de Melville em Qikiqtaaluk. Essa área foi colonizada por inuítes após o desaparecimento de Sadlermiut no fim do século XIX e início do XX. Alguns linguistas o consideram muito próximo ao dialeto North Baffin para ser tratado separadamente.[4]
- North Baffin (Qikiqtaaluk uannangani) é falado na parte norte da Ilha Baffin, em Iglulik e a parte adjacente da Península de Melville, e em comunidades inuítes do norte de Nunavut, como Resolute e Grise Fiord. Esse dialeto é o falado no filme Atanarjuat: the Fast Runner.
- South Baffin (Qikiqtaaluk nigiani) é o dialeto falado na parte sul da Ilha Baffin, incluindo a sua capital territorial Iqaluit. Isso tem, nos anos recentes, o feito um dialeto muito mais amplamente falado, já que muito da mídia inuctitute se origina em Iqaluit.

### Nunavik
Quebec é o lar de cerca de 12.000 inuítes, quase todos vivendo em Nunavik. De acordo com o censo de 2001, 90% dos inuítes de Quebec falam inuctitute.
O dialeto nunavik (Nunavimmiutitut) é relativamente próximo ao dialeto South Baffin, mas não idêntico. Devido à fronteira política e física entre Nunavik e Nunavut, Nunavik tem instituições governamentais e educacionais diferentes daquelas no resto do mundo falante de inuctitute, resultando em uma crescente padronização do dialeto local como algo separado das outras formas de inuctitute. No dialeto de Nunavik, o inuctitute é chamado de inuttitut. Esse dialeto também é, às vezes, chamado de Tarramiutut ou Taqramiutut.

### Nunatsiavut
O dialeto nunatsiavut (Nunatsiavummiutut, ou geralmente, em documentos governamentais, Labradorimiutut)
já foi falado ao longo do norte de Labrador. Tem um sistema de escrita distinto, criado por missionários alemães da igreja moraviana na Groenlândia, na década de 1760. Essa tradição de escrita separada, e a distância de Nunatsiavut de outras comunidades inuítes, tem a feito um dialeto distinto com uma tradição literária separada. Os nunatsiavummiuts chamam a sua língua de inuttut.
Embora Nunatsiavut tenha mais de 4 000 habitantes de descendência inuíte, só 550 dizem ser o inuctitute a sua língua nativa no censo de 2001, principalmente da cidade de Nain. O inuctitute está em sério perigo em Labrador.
Nunatsiavut também tinha um dialeto separado, supostamente muito mais próximo aos dialetos ocidentais do inuctitute, falado na área em volta de Rigolet. De acordo com novos registros, em 1999, só havia três faladores, muito idosos. 

## Fonologia e fonética
Dialetos canadenses orientais do inuctitute têm quinze consoantes e três vogais (que podem ser longas ou curtas). As consoantes são organizadas em cinco pontos de articulação: bilabial, alveolar, palatal, velar e uvular; e três modos de articulação: plosivos sem voz, continuantes e nasais, como também dois sons adicionais — fricativoss sem voz. O natsalingmiutut tem uma consoante adicional /ɟ/, um vestígio das consoantes retroflexas que eram presentes no proto-inuíte. Inuinnaqtun tem uma consoante a menos, porque o /s/ e /ɬ/ assimilaram para /h/. Todos os dialetos do inuctitute têm somente três vogais básicas e fazem uma distinção fonológica entre formas curtas e longas de todas as vogais. Em Inuujingajut - a ortografia latina padrão de Nunavut - as vogais longas são escritas como uma vogal dupla.
|                                        | IPA  | Inuujingajut | Notas                                       |
| -------------------------------------- | ---- | ------------ | ------------------------------------------- |
| Curta aberta anterior não-arredondada  | /a/  | a            |                                             |
| Longa aberta anterior não-arredondada  | /aː/ | aa           |                                             |
| Curta fechada anterior não-arredondada | /i/  | i            | O i curto é, às vezes, lido como [e] ou [ɛ] |
| Longa fechada anterior não-arredondada | /iː/ | ii           |                                             |
| Curta fechada posterior arredondada    | /u/  | u            | Short u is sometimes realised as [o] or [ɔ] |
| Longa fechada posterior arredondada    | /uː/ | uu           |                                             |

|                 | Labial | Alveolar            | Palatal       | Velar  | Uvular | Notas |
| --------------- | ------ | ------------------- | ------------- | ------ | ------ | --- |
| Oclusiva surda  | p /p/  | t /t/               |               | k /k/  | q /q/  | - Todas as oclusivas não são aspiradas - /q/ é, às vezes, representado com um r |
| Fricativa surda |        | s /s/ ł /ɬ/ (h /h/) |               |        |        | - h substitui s em Kivallirmiutut e Natsilingmiutut e substitui ambos s e ɬ em Inuinnaqtun - ɬ é geralmente escrito como &, ou simplesmente como l |
| Sonora          | v /v/  | l /l/               | j /j/ (j /ɟ/) | g /g/  | r /ɢ/  | - /ɟ/, não estando presente na maioria dos dialetos, não é escrito com uma letra separada - /g/ é substituído por [ɣ] em Siglitun, e pode ser lido como [ɣ] entre vogais ou vogais e aproximantes em outros dialetos - /ɢ/ assimilado a [ɴ] antes de nasais |
| Nasal           | m /m/  | n /n/               |               | ng /ŋ/ |        | - Um ng geminado é escrito como nng |

## Morfologia e sintaxe
O inuctitute, como outras línguas esquimó-aleútes, tem um sistema morfológico muito rico, em que uma sucessão de diferentes morfemas são adicionados às palavras raízes para indicar coisas que, em línguas como o inglês, requeriam várias palavras para expressar. (Ver também: Língua aglutinante e língua polissintética) Todas as palavras começam com um morfema raiz ao qual outros morfemas são sufixados. O inuctitute tem centenas de sufixos distintos: alguns dialetos possuem quase 700. Felizmente para os aprendizes, a linguagem tem uma morfologia altamente regular. Embora as regras sejam às vezes muito complicadas, não têm exceções do mesmo modo que o inglês e outras línguas indo-europeias.

## Escrita
O inuctitute é escrito de várias maneiras diferentes, dependendo do dialeto e da região, mas também em fatores históricos e políticos.
Missionários moravianos, com o propósito de introduzir os povos inuítes ao cristianismo e à Bíblia, contribuíram para o desenvolvimento de um sistema de escrita do inuctitute na Groenlândia durante a década de 1760 baseado no alfabeto latino. Depois, viajaram ao Labrador nos anos 1800, trazendo com eles o inuctitute escrito. Esse esquema de escrita com o alfabeto latino se distingüe pela inclusão da letra kra.
Os Yupik e Inupiat alascanos (que, inclusive, desenvolveram o seu próprio sistema de hieróglifos) e os Yupik da Sibéria também adotaram o sistema de ortografia latina.
Inuítes do Canadá oriental foram os últimos a adotarem a palavra escrita quando, na década de 1860, missionários importaram o sistema de escrita Qaniujaaqpait que haviam desenvolvido numa tentativa de converter o povo Cree ao cristianismo. Os últimos povos inuítes introduzidos a missionários e à escrita foram os inuítes Netsilik em Pelly Bay e no norte de Baffin. Os Netsilik adotaram o Qaniujaaqpait na década de 1920.
O sistema "groenlandês" tem sido substancialmente reformado nos anos recentes, fazendo da escrita de Labrador única a Nunatsiavummiutut na sua época. A maior parte do inuctitute em Nunavut e Nunavik é escrito usando um esquema chamado de Qaniujaaqpait ou silabário inuctitute, baseado no silabário aborígine canadense. A parte ocidental de Nunavut e os Territórios do Noroeste usam uma ortografia latina (esquema de alfabeto) geralmente identificado como Inuinnaqtun ou Qaliujaaqpait, refletindo as predisposições dos missionários que alcançaram essa área no fim do século XIX e começo do século XX.

### O silabário canadense

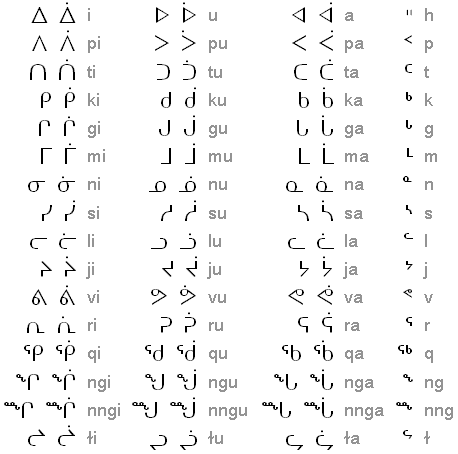
O silabário usado para escrever inuktitut (titirausiq nutaaq). Os caracteres extras com ponto representam vogais longas; na transcrição latina, a vogal seria duplicada

O silabário inuctitute usado no Canadá é baseado no silabário Cree criado pelo missionário James Evans. A forma atual do silabário do inuctitute canadense foi adotada pelo Inuit Cultural Institute do Canadá na década de 1970. Os inuítes no Alasca, os inuvialuits, falantes de inuinnaqtun, e os inuítes na Groenlândia e Labrador usam o alfabeto latino, embora tenha sido adotado para o seu uso de um modo diferente.
Embora convencionalmente chamado de silabário, o sistema de escrita tem sido classificado por alguns observadores como um abugida, já que silabários começando com a mesma consoante têm glifos relacionados, e não o contrário.
Todos os caracteres necessários para o silabário inuctitute estão disponíveis no repertório de caracteres Unicode. O governo territorial de Nunavut, Canadá, desenvolveu uma fonte truetype chamada de Pigiarniq, para computadores. Foi criada pela Tiro Typeworks, em Vancouver.

## Exemplos de palavras
| Amostra da Língua Inuctitute |
| --- |
| ᐊᐃᖓᐃ (Olá) ᐄ (sim) ᐋᒃᑲ (não) ᖃᓄᐃᑉᐱᑦ? (Como vai você?) ᕿᒻᒥᖅ (cachorro/cão) ᓄᓇᒃᑰᕈᑦ (carro) ᖃᓪᓗᓈᑎᑐᓲᖑᕕᑦ? (Você fala inglês?) ᖃᓪᓗᓇᐅᔭᕈᓐᓇᙱᑉᐳᖓ (Eu não falo inglês) |